# 2005 ED300
2005 ED300, também escrito como 2005 ED300, é um objeto transnetuniano (TNO) que está localizado no cinturão de Kuiper, uma região do Sistema Solar. Ele é classificado como um twotino, pois, o mesmo está em uma ressonância orbital de 1:2 com o planeta Netuno. O mesmo possui uma magnitude absoluta de 7,2 e tem um diâmetro com cerca de 160 km.

## Descoberta
2005 ED300 foi descoberto no dia 11 de março de 2005 pelo astrônomo Marc W. Buie.

## Órbita
A órbita de 2005 ED300 tem uma excentricidade de 0,081 e possui um semieixo maior de 43,923 UA. O seu periélio leva o mesmo a uma distância de 40,350 UA em relação ao Sol e seu afélio a 47,495 UA.